# Beukelaremolen
De Beukelaremolen (ook Steentjesmolen of Bussche's molen) is een windmolen in het Belgische dorp Merkem. Het is er de enige overgebleven windmolen. Eerder sierden zeven molens het dorpje.

## Geschiedenis
De Beukelaremolen, een staakmolen met open voet, dateert van 7 januari 1777. Tot 1923 stond deze molen in Poperinge, langs de weg naar Elverdinge. Steentje Molen dankt zijn naam allicht aan het feit dat de molen langs een oude Romeinse weg lag, die op bepaalde plaatsen nog steeds te zien is en als Steenstraat wordt aangeduid. In Elverdinge bestaat nog steeds de straatnaam Steentjemolenstraat.
Tijdens de Eerste Wereldoorlog werd de molenaar van Steentje Molen, Jules Gheeraert, enige tijd gevangen gehouden door het Britse leger omdat ze hem ervan verdachten tekens te geven aan de Duitse zijde. Dit leidde tot zijn vroegtijdige dood en de verkoop van de molen door zijn weduwe. In 1923 werd hij overgebracht naar Merkem en er heropgebouwd aan de Rodesteenstraat. De Merkemnaar Modest De Busschere had namelijk "den koornwindmolen van ’t Steentje" opgekocht. Hij kocht de Steentje Molen in 1923 voor 15.000 oude Belgische franken. Hij was zijn eigen molen, de Luigem- of Noordeindemolen, kwijtgespeeld door de vernielingen in de Eerste Wereldoorlog. De Noordeindemolen was generaties lang bemalen geweest door de familie De Busschere.
De molen werd opgericht tegenover de plaats waar de Luigem- of Noordeindemolen had gestaan in de buurt van het gehucht Luigem en kreeg nu de naam Debusscheremolen of Beukelaremolen. Die laatste naam wordt ontleend aan aan de Beukendreef, die voor de Eerste Wereldoorlog naar de Noordeindemolen leidde. Doordat Modest De Busschere de Beukelaeremolen kocht, kon de molenaarstraditie in de familie blijven. De molenaars waren achtereenvolgens (aanvankelijk Noordeindemolen, later Beukelaremolen) van vader op zoon: Karel De Busschere, Amandus De Busschere, Modest De Busschere en laatst Hector De Busschere, die overleed op 22 januari 1983. Hector woonde samen met zijn zuster Blanche in het kleine molenhuisje tegenover de molen. Dat huisje is nu vervangen door een grotere woning.
Toen Hector stierf in 1983 werd de molen echter al lange tijd niet meer gebruikt. In 1958 maalde Hector er namelijk voor het laatst. De Beukelaremolen raakte in verval.
Bij Koninklijk Besluit van 23 april 1974 werd de molen als monument gerangschikt. De gemeente Merkem kocht de molen aan in 1975. Hij werd eindelijk, na jaren van verval, gerestaureerd. In 1983-1984 kreeg de molen dan ook een grondige restauratiebeurt door de molenbouwers Peel uit Gistel. De gehele, maalvaardige restauratie kostte 8.767.697 Belgische frank; de tussenkomst van de staat bedroeg 3.773.177 frank; deze van de provincie 1.294.461 frank.
Ook tijdens de zomer van 2006 onderging de molen een volledige opknapbeurt.
Dankzij de samenwerking met VZW De Boot draaide de gerestaureerde molen opnieuw, tot op 29 april 2011, toen een onweersbui hem deed omwaaien.
Exact 5 jaar na het omvallen van de molen konden de eerste bezoekers een bezoek brengen aan de heropgerichte molen. De gemeente werkte voor de heropbouw samen met molenbouwer Wieme. Hij probeerde zoveel mogelijk stukken van de oude molen te hergebruiken.

## Architectuur
De Beukelaremolen rust op vier gemetselde blokken, de teerlingen. Deze teerlingen zijn twee aan twee even hoog. De twee zware horizontale balken die langs weerszijden rusten op drie teerlingblokken worden kruisplaten genoemd. De kruisplaten van de Beukelaremolen liggen los op de teerlingen.
De staak is de verticale eiken paal met een lengte van bijna 8 meter, die de hele molen draagt. De molen staat niet vast op de grond omdat hij anders niet kan draaien. Met behulp van de kruihaspel kan men de molen handmatig in beweging brengen. Enkel via windenergie is het mogelijk om de molen te laten werken. Met een soort lasso werpt de molenaar doeken op de wieken. Bij stormweer doet men de doeken er af omdat de Beukelaremolen anders vlugger zou draaien dan nodig is. De wieken draaien in tegenwijzerzin op een as. De wieken staan één meter van de grond, zodat dieren niet gekwetst worden door de ronddraaiende wieken. Een molen in volle vlucht moet ook afgeremd kunnen worden omdat de molen anders op gelijk welk moment uit zichzelf zou draaien. Ook bij de Beukelaremolen is een remsysteem ingewerkt.
Vroeger leefde de molenaar (familie De Busschere) bij zijn molen zodat hij 's morgens snel weer aan de slag kon. De boeren brachten het graan naar de molenaar. Zakken van 50 à 7 5 kg tilden ze op hun rug naar de steenzolder.
Bij het malen van het graan is het de kunst om precies de gewenste hoeveelheid graan tussen de stenen te laten lopen, rekening houdende met de draaisnelheid van de stenen en met de aard en de droogte van het graan. Het graan valt vanuit de graanbak door de centrale opening van de bovenste molensteen. De graankorrels worden tussen de liggende en de lopende molensteen geplet tot kleine pannenkoekjes of als dierenvoer voor de paarden. Het meel komt langs de buitenkant van de molenstenen in de meelgoot terecht. Een veger die met de molenstenen meedraait, veegt het meel door een trechter waarlangs het in de meelbak terechtkomt. Vanuit deze meelbak, die 50 kg weegt, worden de zakken gevuld.
De Beukelaremolen gebruikt ook de "wiekentaal": de molenaar gebruikt de wieken van de molen om boeren op de hoogte te brengen. Wanneer de wieken op vakantiestand staan, weet de boer dat hij niets mag leveren omdat de molenaar op vakantie is.
In de Beukelaremolen zitten vele houtsoorten verwerkt zoals 15 à 20m³ eikenhout. Voor de kammen werd haagbeuk aangewend en voor de buitenkant gebruikte men oregon.
- Inventaris van het Bouwkundig Erfgoed (Vlaanderen): 79616